# Palazzo dell’Hotel Bristol

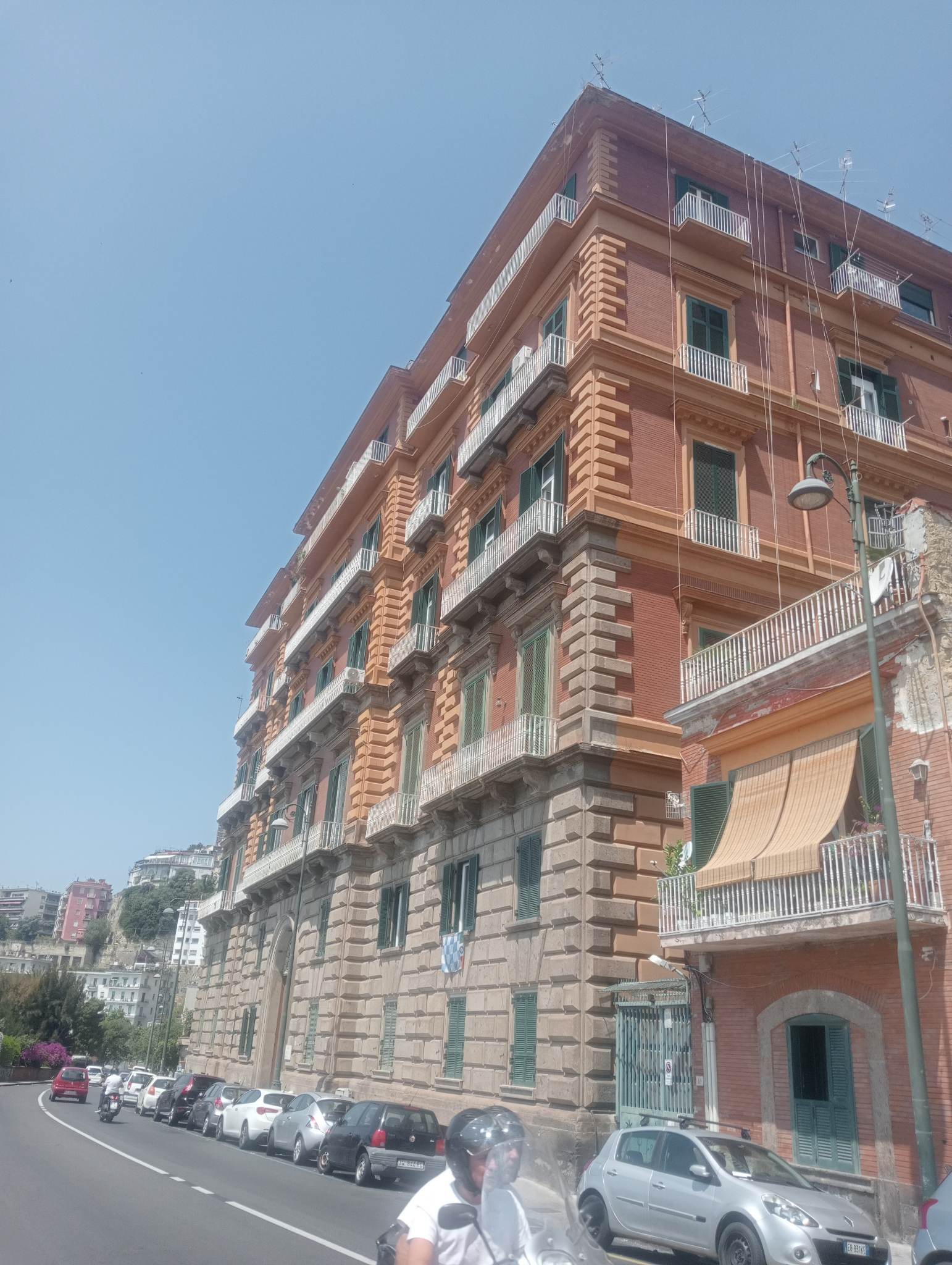
Palazzo dell’Hotel Bristol in Neapel

Der Palazzo dell’Hotel Bristol ist ein Palast aus dem 19. Jahrhundert im Viertel Chiaia in Neapel in der italienischen Region Kampanien. Er liegt am Corso Vittorio Emanuele, 168.

## Geschichte
Der Palast taucht bereits auf dem Blatt 17 der Carta Schiavoni von 1879 unter dem Namen „Lucchesi“ auf. Tatsächlich wurde er in den Jahren 1865–1870 im Auftrag des Grafen Ferdinando Lucchesi Palli und seiner Gattin, Giulia Brunas Serra, errichtet. 1880 wurde er an die Firma Cavalli & Fiorentino verkauft, die das Hotel Bristol gründete. 1886 fiel das Hotel unter die Verwaltung des Schweizer Unternehmers Alberto Laundry und einige Jahre später an einen weiteren Schweizer, Carl Schwarz, der 1901 auch das Grand Hotel Eden im heutigen Palazzo Amadeo eröffnete. Der Palast behielt die Funktion als Hotel Bristol bis zum Ersten Weltkrieg und wurde dann in ein Mietshaus umgewandelt, wobei das ursprünglich fünfstöckige Gebäude um ein weiteres Geschoss aufgestockt wurde. Den Umbau zu einem Mietshaus beauftragte der Unternehmer Ciro Starace, der im Schmuckhandel tätig war und dort zusammen mit seiner großen Familie einzog. Auch heute noch sind einige der Wohnungseigentümer Nachfahren von Ciro Starace.

## Beschreibung
Der Palazzo dell’Hotel Bristol zeigt sich als imposantes, Gebäude der Neurenaissance mit sechs Geschossen und auffälligem Steinsockel, in dem sich das Portal öffnet. Die Fassade ist durch eine Verkleidung in Mauerwerk gekennzeichnet und durch die Gebäudeecken in Bossenwerk aus unterschiedlich großen Quadersteinen.
Durch den Eingang, an dessen rechter Seite sich die Treppe befindet, gelangt man in den Innenhof, der mit Vorhallen versehen ist.
Das Gebäude befindet sich in optimalem Erhaltungszustand.